# Zaricine, Bilopillea
Zaricine (în ucraineană Зарічне) este un sat în comuna Horobivka din raionul Bilopillea, regiunea Sumî, Ucraina.

## Demografie
Componența lingvistică a localității Zaricine
     Ucraineană (97,5%)
     Rusă (2,5%)
Conform recensământului din 2001, majoritatea populației localității Zaricine era vorbitoare de ucraineană (97,5%), existând în minoritate și vorbitori de rusă (2,5%).